# 前橋市立天神小学校
前橋市立天神小学校（まえばししりつ てんじんしょうがっこう）は、群馬県前橋市にあった公立小学校。児童数の減少に伴い近接する朝倉小学校と共に2017年3月31日をもって閉校、34年の歴史に幕を閉じた。

## 所在地
前橋市後閑町50番地4

## 学区
- 後閑町の一部（後閑団地など）
- 広瀬町一丁目
- 広瀬町二丁目の一部（1～4,26～35番地）

## 概要
- 1983年4月開校。近接する朝倉小学校や広瀬小学校の児童数の増加に伴い新設された。平成の大合併以前の前橋市域において最後に新設された小学校であり、将来の児童数増加に備え校地が広く確保されているが、新設直後から地域の児童数は減少（開校後数年で複数学年が2クラス編成）に転じており、市の先見性の無さが露呈された格好[要出典]となっている。

## 朝倉小学校との統合
- 前橋市立小中学校の適正規模・適正配置基本方針（左記リンクPDFの12ページ参照）によると、児童数の減少などを理由に数年以内に広瀬小学校と統合され、校舎は現・広瀬中学校の用地を使用する計画（同時に広瀬中学校は春日中学校と統合され春日中学校用地が統合中学校校舎となる計画）とされてきた。但し、この計画では複数の小中学校の統合や校地転用が予定されており、基本方針通りに行かないと計画が頓挫するものであった。実際に、春日中と広瀬中の統合協議では統合中学校の設置場所で意見がまとまらず、両校の合同委員会が解散した。
- 2015年初めにPTAや自治会長が教育委員会からの説明を受ける形で「天神小学校適正規模地区委員会」が立ち上がり、地域での検討の結果、朝倉小学校との統合を進めることとなる。朝倉小学校側との合同地区委員会において協議の結果、統合小学校の位置を現・朝倉小学校とし、統合時期を2017年4月とした。新校名については、事前の公募で選定された5つの候補（わかば小学校・春日小学校・みなみ小学校・八幡山小学校・朝倉天神小学校）から児童や地域住民が投票をし、結果、一番票数が多かった「わかば小学校」が新しい校名となった。
- 2017年3月24日に閉校式を行った。なお、廃止年月日は2017年3月31日。翌日の2017年4月1日に、朝倉小学校との統合小学校である「前橋市立わかば小学校」が設置される。

## 学校周辺
- 前橋市立朝倉小学校
- 前橋市立広瀬小学校
- 両毛線前橋大島駅